# Kristi Lekamens katolska församling
Kristi Lekamens katolska församling är en romersk-katolsk församling i Visby på Gotland. Den tillhör Stockholms katolska stift.
Församlingen bildades 1979. År 1982 invigdes Kristi Lekamens kyrka av biskop Hubertus Brandenburg. Det är den första katolska kyrka som byggts på Gotland sedan medeltiden. Innan kyrkans tillblivelse hade församlingen firat mässa i ett litet kapell. En utbyggnad av kyrkan invigdes 2001 av biskop Anders Arborelius. 